# Tyalee
Tyalee è un singolo dei Sahara, duo formato da Andrea e Costi Ioniță, pubblicato il 6 marzo 2009.
Il singolo ha visto la partecipazione di Lennox Brown. Del singolo c'è anche una versione in Lingua bulgara intitolata Izbiram teb.

## Tracce
1. Tyalee (Radio Edit) – 3:56
2. Tyalee (Extended Edit) – 5:23
3. Tyalee (Nils van Zandt Remix) – 3:14
4. Tyalee (Club Radio Version) – 3:27

## Cover
- La cantante turca Serdar Ortaç ha pubblicato nel 2010 una cover del brano in lingua turca, intitolata Sanirim, ma con la partecipazione della cantante Andrea. Questa cover è stata inclusa nel suo album Kara Kedi